# 손진구
손진구(孫晋球, 1866년 9월 13일~1928년 2월 16일)는 한국의 독립운동가이다.

## 생애
1905년, 을사늑약이 체결되자 을사오적을 처단하고 을사5조약을 폐기할 것을 촉구하는 상소문을 올렸다.
이후 의병으로 활동한 그는 1907년 10월 유격장으로서 의병 100명을 거느리고 활동하다가 체포되어 징역 10년형을 선고받았다.
1913년에는 독립의군부의 참장으로 경상도 소모관의 직을 맡았으며, 이후 벌어진 3·1운동에 참여하다가 체포되었다. 출옥 이후에는 만주로 망명해 김동삼, 양기탁 등과 정의부를 조직해 활동을 이어갔으며, 쑨원(孫文) 등에게 서한을 보내어 한국독립의 지원 요청을 구했다.